# José Maria da Silva Paranhos den yngre
José Maria da Silva Paranhos, baron av Rio Branco, född den 20 april 1845 i Rio de Janeiro, död där den 10 februari 1912, var en brasiliansk diplomat och politiker under den första republiken. Han var son till José Maria da Silva Paranhos den äldre och adlades av kejsar Pedro II 1889, bara några dagar före statskuppen den 15 november, och fick då titeln baron Rio Branco. 
Paranhos utgav i slutet av 1860-talet en liberal tidning i Rio de Janeiro och var någon tid sin fars privatsekreterare. Han var en kortare tid parlamentsledamot, men övergick snart till den diplomatiska banan och var 1876–1889 brasiliansk konsul i Liverpool. Han fann under denna tid även tillfälle till grundliga studier i Sydamerikas historia, varigenom han blev särskilt skickad att företräda Brasiliens intressen i gränstvister med grannstaterna. Vid monarkins störtande tog Paranhos avsked ur statstjänsten, men åtog sig därefter att föra Brasiliens talan först i den skiljedom av Förenta staternas president underställda tvisten med Argentina om territoriet Misiones 1895 och därpå i tvistefrågan om Brasiliens gräns mot Franska Guyana (1898–1901). Paranhas var 1901–1902 brasilianskt sändebud i Berlin och därefter från november 1902 till sin död utrikesminister. Som sådan avslöt han en lång rad för Brasilien förmånliga traktater om dess gränser till Bolivia (1903), Brittiska Guyana (1904), Nederländska Guyana (1906), Ecuador, Venezuela, Colombia och Peru (1904–1908). Han avslöt därjämte skiljedomstraktater med inte mindre än 31 stater och verkade med framgång för gemensamt internationellt uppträdande av Sydamerikas tre största stater (de så kallade ABC-staterna Argentina, Brasilien och Chile). I ordnandet av den litterära äganderätten i Brasilien 1911 hade Paranhos framträdande andel. Området Acre, som tidigare tillhört Bolivia, blev senare en brasiliansk delstat och provinshuvudstaden fick namnet Rio Branco.

## Fotnoter
1. ↑  Tjeckiska nationalbibliotekets databas, NKC-ID: jo2017966335, läst: 18 december 2022.[källa från Wikidata]